# Фаедо (Падова)
Фаедо је насеље у Италији у округу Падова, региону Венето.
Према процени из 2011. у насељу је живело 221 становника. Насеље се налази на надморској висини од 113 м.